# Achille Bacher
Achille Alberto Bacher (ur. 27 kwietnia 1900 w Formazzie, zm. 2 marca 1972 tamże) – włoski biegacz narciarski, olimpijczyk.
Jego syn, Mario Bacher był olimpijczykiem z 1968 roku z Grenoble także w biegach narciarskich.

## Występy na IO
| Rok  | Igrzyska Olimpijskie | Konkurencja                | Miejsce |
| 1924 | Chamonix             | Biegi narciarskie – 18 km. | 21.     |